# Economía de Cuba
La economía cubana está sustentada en los recursos naturales del país, que son muy variados y van desde minerales como el níquel y el cobalto, a los paisajes tropicales que atraen a millones de turistas todos los años. El capital humano es el otro pilar fundamental de la economía del país, que cuenta con algunas de las tasas más elevadas de alfabetización, esperanza de vida y cobertura sanitaria de toda la América Latina y el Caribe. A pesar de los problemas de desabastecimiento y falta de insumos básicos.
El gobierno cubano mantiene su adhesión a los principios socialistas a la hora de organizar su economía, con una planificación, con opciones diferentes a las que serían dictadas por el mercado; aunque después del derrumbe de la URSS y de los países socialistas del este de Europa, la iniciativa privada y el papel del mercado hayan aumentado, aunque no al nivel de lo sucedido en la Europa del Este.
Por otro lado, y según datos de la ONU, Cuba sería el único país del mundo que cumple los dos criterios que, para la organización WWF, significan la existencia del desarrollo sostenible: desarrollo humano alto (IDH > 0,8) y huella ecológica sostenible (huella < 1'8 ha/p).
Según el informe EPI de 2010, realizado por las universidades de Yale y Columbia en Estados Unidos el país está en la posición 9.ª en el mundo con mejor desempeño ambiental, con cifras solo comparables con naciones altamente desarrolladas.

## Historia económica anterior a la revolución
La economía cubana ha estado desde su independencia en 1902 muy ligada al azúcar; que constituye desde el siglo XIX el principal producto exportado por la isla; aunque el tabaco y el cacao también fueron soportes de la economía colonial de Cuba y La Habana fue el más importante emporio del cacao en el siglo XVIII. Después de la independencia Cuba dependió del azúcar; su economía estaba muy ligada a su precio en el mercado internacional porque casi todo el azúcar que se producía estaba destinada al mercado exterior, especialmente a los Estados Unidos.
Sin embargo, entre 1920 y 1933 las exportaciones e importaciones de la isla se redujeron de un 60% al 50%. Esta caída se debió a varios factores. En 1920 los EE. UU., que anteriormente había comprado enormes cantidades para alimentar a los soldados de la Primera Guerra Mundial, dejó de necesitar tanto azúcar y a partir de 1925 empezó a producir azúcar de remolacha cultivada en su propio territorio que poco a poco fue sustituyendo al azúcar de Cuba. Para terminar de hundir las exportaciones en 1929 se produjo el crack bursátil que conduciría a la Gran Depresión.
Al bajar la demanda de azúcar, el precio comenzó a bajar, y la economía cubana empezó a perder ventaja en términos de intercambio: ahora necesitaba vender más toneladas de azúcar para poder importar del extranjero la misma cantidad de otro producto que antes, es decir: si en 1900 tenía que vender una tonelada de azúcar por cada coche que compraba, en 1950 tenía que vender dos toneladas para poder comprar un coche extranjero.
Tras dar un golpe de Estado en 1952, el general Fulgencio Batista abolió la Constitución de 1940 y suspendió las garantías constitucionales, entre ellas el derecho de huelga. Buscó el apoyo de los ricos terratenientes de la isla que poseían las más grandes plantaciones de caña de azúcar y presidió una economía estancada que amplió la brecha entre cubanos ricos y pobres. La dictadura de Fulgencio Batista comenzó a enriquecerse de manera sistemática explotando los intereses comerciales de Cuba y realizando lucrativos negocios con la mafia estadounidense, que controlaba los negocios de drogas, prostitución y juego de La Habana.
Esto condujo a una profunda crisis económica y social en la isla que acabó desembocando en la revolución cubana. Inmediatamente antes de la Revolución, en 1958, Cuba tenía un PIB per cápita de $2,363, lo que la colocaba en el medio del ranking entre las economías de América Latina. Según la ONU, entre 1950 y 1955, Cuba tenía una esperanza de vida de 59,4 años, ocupando el puesto 56 del ranking mundial.

## Historia económica reciente
A finales de la década de 1960, Cuba se volvió dependiente de la ayuda económica, política y militar de la Unión Soviética. También fue por esta época cuando el gobierno de Fidel Castro comenzó a creer en privado que Cuba podría sortear las diversas etapas del socialismo y progresar directamente hacia el comunismo puro. Dentro del gobierno se inició el periodo de El Gran Debate debido a la situación económica de la isla. Fidel Castro invitó a economistas marxistas de todo el mundo a debatir que modelo económico debía tomar la Revolución cubana.
El 1968 inicio la llamada Ofensiva Revolucionaria, una campaña política para nacionalizar todas las pequeñas empresas privadas restantes, que en ese momento ascendían a unas 58.000 pequeñas empresas. En 1970 iniciaría la campaña de la Zafra de los diez millones, la cual fracasaría en su meta y debido a los enormes recursos destinados al cultivo de azúcar, los demás sectores productivos fueron descuidados, por lo que el resto de la economía cubana sufrió ese año un retroceso superior al 20%.
La mayoría de los medios de producción pertenecen al estado cubano y son administrados por el gobierno cubano y, según las estadísticas del mismo, el estado emplea alrededor de un 75 % de la mano de obra. hoy en día son más de 470.000 los cuentapropistas en toda la isla para 2015 se contaba más de medio millón de trabajadores privados.
Hacia 1985 la renta per cápita estimada de Cuba superaba a la de otros países de su entorno geográfico como República Dominicana, Haití, El Salvador, Nicaragua y Honduras.
Debido a la pérdida de los subsidios soviéticos en 1993 y 1994 el gobierno introdujo algunas reformas de orientación mercantilista, entre ellas la apertura al turismo, el permiso a la inversión extranjera, la legalización del dólar y la autorización al empleo por cuenta propia en casi 150 profesiones. Estas medidas resultaron en un crecimiento económico moderado.
A fin de ofrecer empleo a aquellos trabajadores que fueron despedidos debido a la crisis económica, y con el objetivo de suministrar servicios que el gobierno encontraba difícil ofrecer.
El gobierno mantiene un fuerte control sobre el pequeño sector privado a través de la regulación y los impuestos. Por ejemplo, los propietarios de un pequeño restaurante privado no pueden proveer asientos a más de 50 personas y deben pagar impuestos del 25% sobre el salario pagado a los trabajadores contratados más allá de cinco unidades. Las tasas mensuales se deben pagar sin consideración alguna a los ingresos, y hay inspecciones frecuentes donde se imponen multas elevadas cuando se viola cualquiera de las múltiples normas del empleo por cuenta propia.

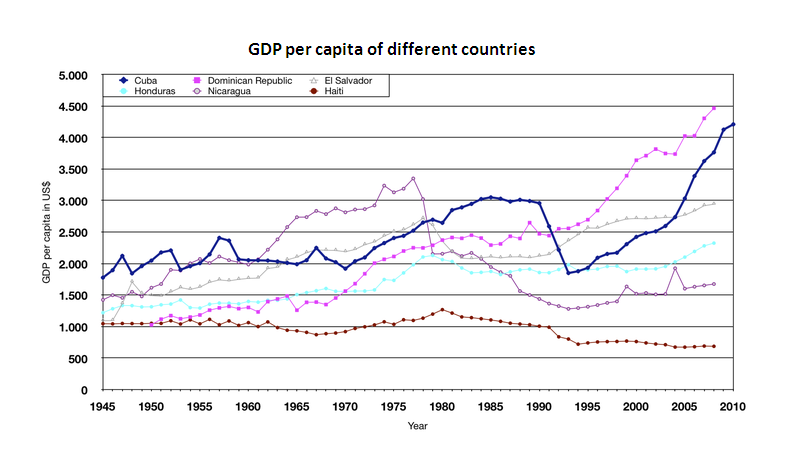
Evolución histórica de la renta per cápita de Cuba comparada con otros países de Centroamérica y el Caribe.

Debido al pésimo crédito del país, la deuda de 11 mil millones de dólares en moneda dura y los riesgos asociados con las inversiones en Cuba, las tasas de interés han llegado, según ciertos informes, a niveles de hasta el 22%.
Igualmente el embargo estadounidense afecta negativamente al comercio exterior cubano impidiéndole acceder a productos estratégicos de ciertas empresas tanto estadounidenses, como finlandesas, japonesas y de otros países. El incremento de las reservas internacionales, llegó a 11 103 millones de dólares en 2014, duplicando la existente cinco años atrás.
Según el informe del gobierno cubano sobre las consecuencias del embargo de 2007 presentado ante la ONU, los daños documentables causados por el embargo llegaron a 96 mil millones de dólares en 2008.
El principal centro de atracción de inversiones extranjeras es la Zona Especial de Desarrollo de Mariel de 450 km², donde se planea crear laboratorios mixtos con empresas brasileñas para la producción y exportación de medicinas cubanas. A fines de 2014, se abrieron negocios privados en 201 actividades diferentes, especialmente en el sector de servicios, empleando a más de 476 000 ciudadanos en actividades privadas. La actividad privada que impulsa Raúl Castro, especialmente en el sector servicios, junto al desarrollo de cooperativas, ha crecido en los últimos años.
El número de trabajadores del sector privado y cuentapropistas en Cuba trepó a 489 929 a fines de febrero del año 2015.
Las exportaciones derivadas de la actividad forestal en Cuba posibilitaron el ingreso de más de 24 millones de dólares a la economía nacional en la última década. De acuerdo con datos de la Organización de las Naciones Unidas para la Alimentación y la Agricultura (FAO), Cuba es uno de los pocos países del mundo que logran anualmente crecimiento en su superficie boscosa, que representa más del 30 % de las tierras.

## Comercio exterior
En 2020, el país fue el 139.º exportador más grande del mundo (US $ 1.6 mil millones, menos del 0.1% del total mundial). En importaciones, en 2019, fue el 126.º mayor importador del mundo: US $ 5.3 mil millones.

## Sector primario

### Agricultura
Cuba produjo, en 2019:
- 8,7 millones de toneladas de caña de azúcar (entre el 21.º y el 25.º productor mundial);
- 950 mil toneladas de plátano;
- 795 mil toneladas de mandioca;
- 752 mil toneladas de verdura;
- 555 mil toneladas de batata;
- 480 mil toneladas de tomates;
- 382 mil toneladas de mango;
- 377 mil toneladas de arroz;
- 307 mil toneladas de maíz;
- 206 mil toneladas de yautia;
- 184 mil toneladas de papaya;
- 169 mil toneladas de frijoles;
- 129 mil toneladas de papa;
- 27 mil toneladas de tabaco;
- 5,3 mil toneladas de café;

Además de otras producciones de otros productos agrícolas.

### Ganadería
En producción ganadera, en 2019 Cuba produjo 234 mil toneladas de cerdo, 438 millones de litros de leche de vaca, 81 mil toneladas de carne vacuna, 24 mil toneladas de carne de pollo , entre otros.

## Sector secundario

### Industria
El Banco Mundial enumera los principales países productores cada año, según el valor total de la producción. Según la lista de 2018, Cuba tenía la 66.ª industria más valiosa del mundo (US $ 13.000 millones).

### Minería
En 2019, el país fue el quinto productor mundial de cobalto (3.800 toneladas) el décimo productor mundial de níquel (49.200 toneladas). En otros minerales, no se encuentra entre los productores más grandes del mundo. 
Cuba, además, aunque no tan desarrollada como otras industrias posee importantes minas, principalmente las de níquel (Cuba tiene el quinto depósito de níquel más grande del mundo, detrás de Indonesia, Australia, Brasil y Rusia), cobalto y cobre, entre otras. Los principales yacimientos de níquel se encuentran en el municipio de Moa, provincia de Holguín y en la provincia de Guantánamo (aunque en menor escala). Este producto de hecho se ha convertido en una importante base económica cubana.
El gobierno afirma que aumentará la producción de níquel a 80.000 toneladas al año, lo que lo hará una fuente poderosa. Durante la década de 2000 se están llevando a cabo programas para modernizar este procedimiento de extracción y constituye una importante reserva mundial. Incluso se afirma que con la construcción de una cuarta empresa niquelífera la producción ascenderá a 100.000 toneladas. Igualmente, China intenta firmar acuerdos de cooperación para la extracción de este mineral.
El cobalto es otro mineral extraído en el oriente cubano, aunque también es extraído en provincias como Villa Clara. Cuba cuenta con el 26% de las reservas mundiales (segunda mayor) produce aproximadamente el 10% de este mineral a nivel mundial y la mayor parte la exporta a China. Respecto a este asunto, Cuba firmó acuerdos con Canadá. Al igual que con el níquel, se encuentra cooperando con China y explorando nuevas reservas de este mineral en el norte del oriente cubano.
Cuba también produce 400.000 toneladas anuales de acero en las industrias de La Habana y Las Tunas.
Por su situación geográfica, Cuba extrae sales marinas del mar Caribe. Ha hecho de ellas un nuevo producto, que es exportado al mercado internacional y empleado en el consumo. La producción es aproximadamente de 250.000 toneladas en total. Las más importantes salineras están enclavadas en Puerto Padre y Guantánamo, ambas en la zona oriental del país.

### Energía
En energías no renovables, en 2020, el país fue el 53.º productor mundial de petróleo, extrayendo 41 mil barriles / día. En 2011, el país consumió 150 mil barriles / día (64 ° consumidor más grande del mundo). El país fue el 37.º mayor importador de petróleo del mundo en 2013 (160 mil barriles / día). En 2016, Cuba fue el 62.º productor mundial de gas natural, 1100 millones de m³ al año. En 2016, el país era el 87.º mayor consumidor de gas (1100 millones de m³ por año). El país no produce carbón.
En energías renovables, en 2020, Cuba no producía energía eólica y tenía 0,1 GW de potencia instalada de energía solar.

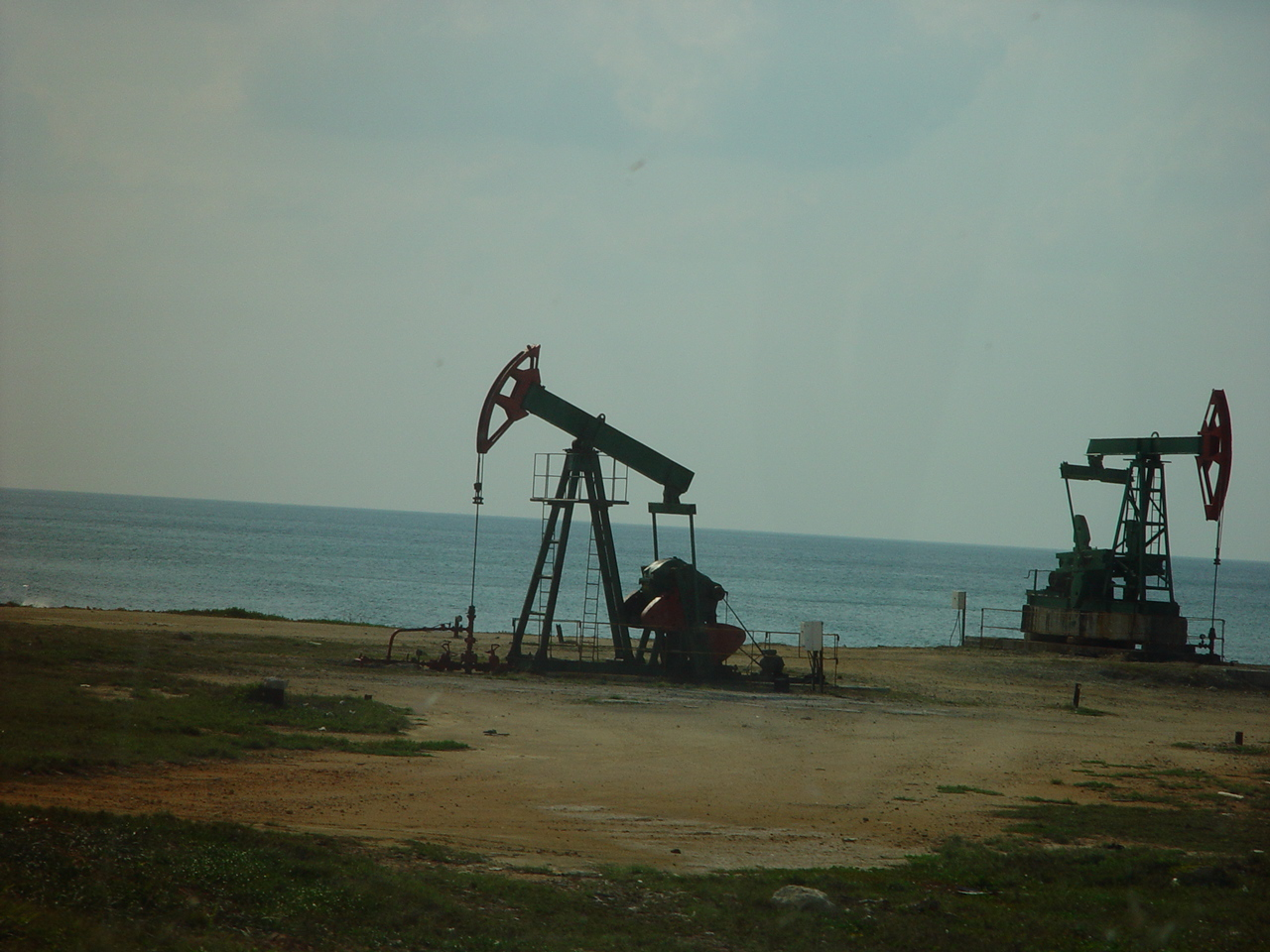
Extracción de petróleo en inmediaciones de La Habana.

El petróleo es un recurso que todavía tiene poca producción, según The World FactBook en su edición 2006 son extraídas y procesadas aproximadamente 4000.000 de toneladas anuales equivalentes de petróleo y gas (70.000 b/d sobre el 48% del consumo interno).[cita requerida]
Se extrae petróleo fundamentalmente en las provincias de La Habana (Canasí, Yumurí, Jaruco, Puerto Escondido) y Matanzas (Cárdenas y Varadero).
El petróleo se procesa en Cuba mediante cuatro refinerías situadas en La Habana,  Santiago de Cuba, Cienfuegos y Sancti Spíritus (Cabaiguán); esta última se dedica fundamentalmente a la producción de aceites básicos para la industria. También se procesa el petróleo importado de Venezuela a la isla en cumplimiento del tratado de PetroCaribe.
La zeolita y la sílice son abundantes y se ha comenzado un proceso de industrialización para extraer estos minerales que en 2009 son exportados a países del área como México o Colombia.

### Turismo
En 2018, Cuba fue el 50.º país más visitado del mundo, con 4,6 millones de turistas internacionales. Los ingresos por turismo este año fueron de $ 2.9 mil millones.
A mediados de la década de 1990 el turismo superó al azúcar, desde antaño el principal sostén de la economía cubana, como fuente principal de divisas. El turismo figura de manera importante en el plan de desarrollo del gobierno cubano, y un alto funcionario lo describió como el "corazón de la economía". La Habana dedica recursos importantes a la construcción de nuevas instalaciones turísticas y la renovación de estructuras históricas para el uso del sector turístico. Aproximadamente 1,7 millones de turistas visitaron Cuba en el 2000, generando unos 1900 millones de dólares en ingresos brutos; pero las esperanzas del gobierno con respecto al crecimiento prolongado de este sector no se vieron materializadas debido a la declinación de la economía mundial en el 2001 y los efectos negativos sobre el turismo regional después del 11 de septiembre. Las cifras finales para el 2001 reflejan un crecimiento insignificante en la cantidad de turistas y ningún cambio en los ingresos brutos para el 2002. Esta situación cambió en el transcurso del decenio.
En 2008 se alcanzó la cifra de 2,3 millones de turistas y los ingresos per cápita también aumentaron. La construcción de hoteles y otras infraestructuras turísticas se disparó en 2005, y se ha mantenido el crecimiento de la llegada de turistas en medio de la crisis mundial, aunque los ingresos han disminuido un tanto. Cuba se ha convertido en el principal destino después de Europa Occidental para los turistas canadienses, llegando en 2008 a 818.246 turistas, y tiene una importante cuota del mercado español, italiano y británico.
Los principales destinos son:
- La Habana Vieja[70]
- Varadero[70]
- Jardines del Rey[70]
- Guardalavaca[70]

El Ministerio de Turismo (MINTUR) es el organismo estatal rector del Sistema de Turismo, en el que participan otras entidades del país. El MINTUR elabora la política y controla su aplicación en las entidades que administran directamente las propiedades del sector. Cuba cuenta, además, con una nueva facultad en la Universidad de La Habana, dedicada a los estudios sobre el turismo, Facultad de Turismo.
Para llevar adelante el desarrollo integral del turismo en Cuba se ha estructurado un sistema formado por entidades hoteleras (Gran Caribe, Habaguanex S.A., Islazul, Horizontes, Grupo Gaviota, Cubanacan, etc.) y extrahoteleras (Rumbos, Cubatur, Transtur, Turarte, etc.), así como otras de carácter autónomo e independiente, que asumen funciones de apoyo al resto.
Desde el 2008 se permite la entrada y uso de instalaciones turísticas a los ciudadanos cubanos.
En 2015 se alcanzó la cifra de 3 millones 500 mil turistas extranjeros, lo que supuso un nuevo récord. Se espera un crecimiento más abrupto en 2016 con la apertura de vuelos comerciales entre Estados Unidos y Cuba, un acuerdo firmado en febrero de 2016 que permitirá 110 vuelos diarios entre Cuba y Estados Unidos divididos en 20 hacia La Habana y 10 más a cada uno de los otros nueve aeropuertos internacionales de Cuba. En 2017, arribaron a la isla 4,8 millones de turistas extranjeros.

### Industria azucarera
Cuba en el período anterior a 1914 se dedicaba principalmente a la exportación de un único producto: el azúcar. Este producto es original de África y fue introducido en América por los españoles en el siglo XVII. Requiere altas temperaturas durante su crecimiento (27 °C), mucha luz solar y abundantes precipitaciones (1500 mm anuales). Crece en suelos de topografía plana, profundos y bien drenados.
El proceso que utilizaban los cubanos para obtener azúcar consistía en comprimir las cañas cortadas mediante rodillos, extrayendo el líquido dulce que contienen en su interior. A continuación cocían el jugo lentamente logrando su reducción por medio de la evaporación del agua, hasta alcanzar la densidad y concentración deseadas (melaza). De ésta se obtenían los panes de azúcar y de su molienda el azúcar comercial.

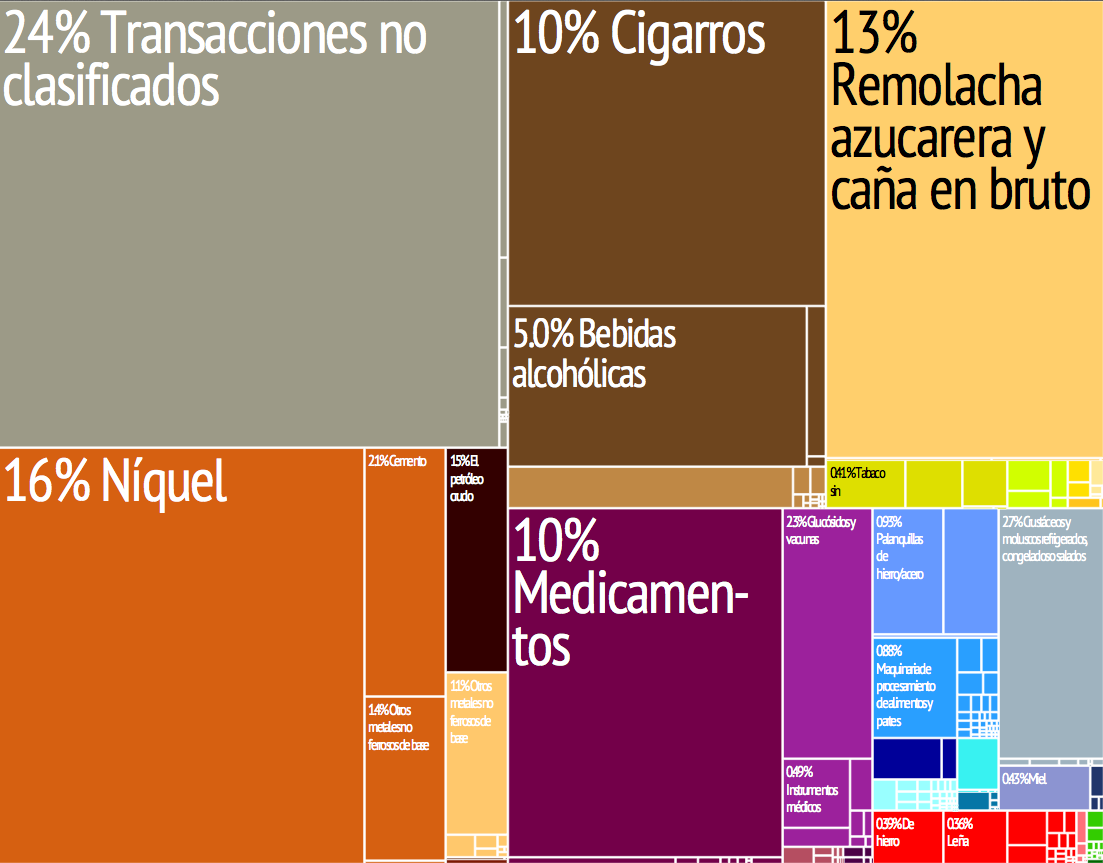
Representación gráfica de los productos de exportación del país en 28 categorías codificadas por color.

Las cañas de azúcar eran recogidas por los cubanos manualmente y con la única ayuda de las vacas. De esta manera transportaban en grandes carruajes de madera las cañas de azúcar hasta el lugar donde las iban a transformar. Finalmente, una vez producido el azúcar, éste era transportado por las vacas en grandes bidones de madera hasta los puertos.
En 1835 surgió el primer ferrocarril en Cuba, hecho que les permitió avanzar un poco en su actividad económica, aunque seguía siendo insuficiente, la red construida no articuló el territorio y no sirvió para crear un mercado.

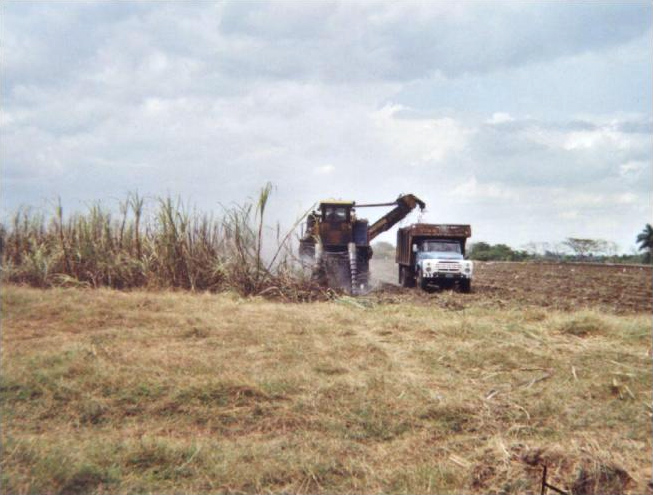
Cultivo de Caña de azúcar en Cuba.

En 1890 surgió la modernización tecnológica tanto en el proceso de producción de azúcar como en el transporte. Sin embargo, a pesar de ello siguieron recogiendo las cañas a mano, ya que al estar tan extendida la esclavitud en este país la mano de obra era muy barata.
Tal era la dependencia económica que Cuba tenía de este producto que dedicaron todos sus terrenos a la plantación de cañas de azúcar. Esto se convirtió en un error: no dejaron que el campo se regenerase. Otro problema por el que atravesó el azúcar de caña cubana fue el surgimiento de la competencia en 1890 de la remolacha azucarera. A partir de entonces la producción de azúcar cubana descendió drásticamente.
Las exportaciones únicamente podían llevarse a cabo por la inversión extranjera [cita requerida]y además los beneficios de estas exportaciones en la mayoría de los casos no se quedaron en el país, mientras que en el mejor de los casos se quedó alguna pequeña parte.
Desde el derrumbe de la URSS, el azúcar, en 1989, la producción superaba los 8 millones de toneladas, a mediados de la década de 1990 había caído hasta llegar a alrededor de 3,5 millones de toneladas. a producción azucarera creció en la zafra 2013-2014 en un 4,2%, según el balance oficial final, para alcanzar el mayor crecimiento en los últimos diez años.
En junio de 2002 el gobierno anunció su propósito de llevar a cabo una "transformación amplia" de este sector en declinación, con la llamada Tarea Álvaro Reynoso. El plan propone igualar la producción azucarera con los precios mundiales y cerrar casi la mitad de los centrales azucareros, despidiendo a más de 100.000 trabajadores, quienes serían readiestrados en otras profesiones y recibirían empleos nuevos.
La producción azucarera lleva cinco años de crecimiento sostenido a un promedio del 13% anual. A la par se desarrollan proyectos de producción de alcoholes, energía eléctrica y alimento para la ganadería.

### Otros productos agrícolas

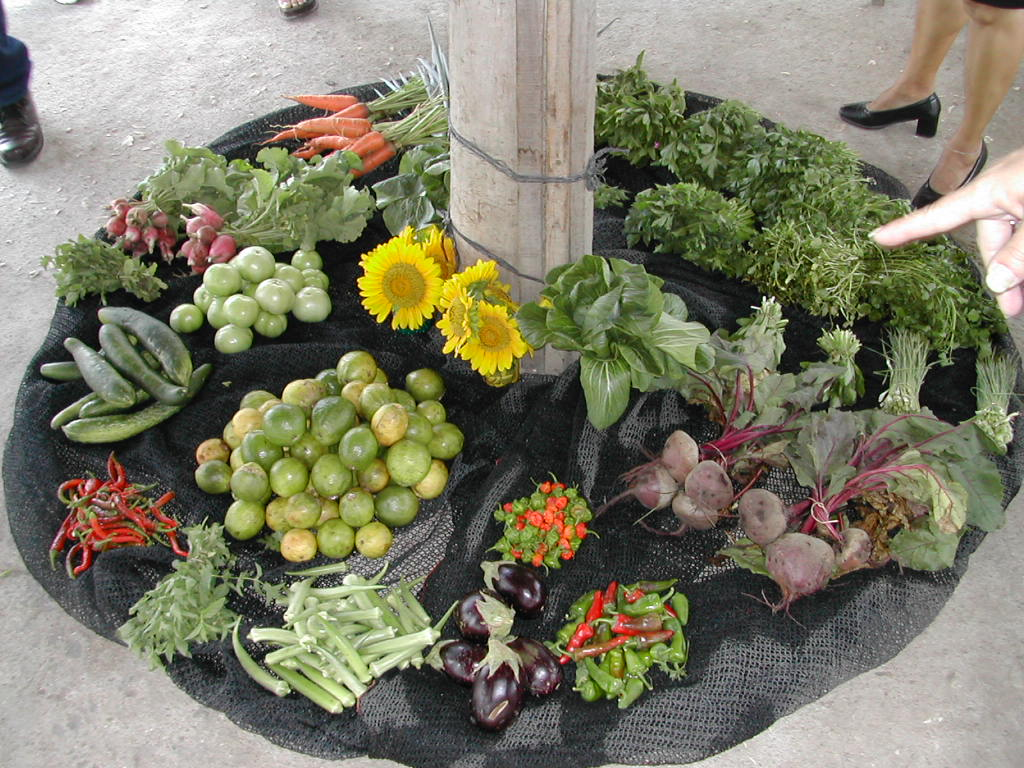
Algunos productos del campo cubano.

En los últimos años ha aumentado la diversificación agrícola hacia sectores como las frutas y las hortalizas. En Cuba se dan muchas frutas tropicales como la piña, guayaba, anón, mamey, papaya, etc.
La mayor parte de la producción agrícola de Cuba (60%), es realizada por los campesinos privados y por los cooperativistas.
El café es un producto bien dado en Cuba, gracias a un relieve montañoso donde se siembra en el suelo con sombra, principalmente en las sierras. La exportación de café es de aproximadamente 8000 toneladas.
Tabaco: A la llegada de los españoles a Cuba, la planta de tabaco se extiende por el mundo. El rey Felipe V impuso en 1717 un monopolio real del tabaco que se cultivaba en Cuba, decisión que llevaba el nombre de "Estanco del Tabaco". A finales del siglo XIX había un auge en la producción y distribución del tabaco. Fabricantes cubanos y extranjeros como Hermann Upmann fundaron fábricas en Habana (La Real Fábrica de Tabacos H. Upmann) hoy llamado José Martí, y un banco para ello: H. Upmann & Co., y llegaron a ser los más importantes del mundo. El tabaco manufacturado se le conoce como habano y es vendido a un alto costo mundialmente; en 2007 las exportaciones llegaron a los 400 millones de dólares estadounidenses.
En la época invernal donde las temperaturas son más frescas es posible cultivar intensivamente gran variedad de hortalizas y vegetales como la lechuga, la acelga, zanahoria, rábanos, etc. En un nuevo proyecto para autoabastecer a las ciudades y pueblos se creó la llamada "Agricultura urbana y suburbana", que utiliza cultivos protegidos y semiprotegidos, para tener cosechas de verduras en la época veraniega donde el calor es sofocante.
La agricultura se encuentra en la actualidad (2009) parcialmente mecanizada, debido a que muchos de los implementos son de origen soviético y están en mal estado, aunque se ha tratado en los últimos años de dar un nuevo impulso a la mecanización, sobre todo de los regadíos. [cita requerida] Por otro lado, en Cuba no son muy utilizados los insecticidas químicos y en su lugar son utilizados los de origen animal y vegetal, incluyendo la lombricultura (uso de lombrices) para fertilizar los suelos. Este tipo de prácticas han colocado a Cuba como el único país del planeta con un desarrollo sostenible según la WWF.

### Industria pesquera
La industria pesquera se desarrolla fundamentalmente en La Habana, Manzanillo y Matanzas. La producción de la acuicultura marina es generalmente pequeña, con un máximo de producción de 300 toneladas. La producción de la acuicultura de agua dulce está más desarrollada, en el año 2000 rondó las 90 mil toneladas. Entre las especies fundamentales que se pescan se encuentran el dorado, la lubina, la claria o pez gato, las tencas y las tilapias. También se cultivan y pescan moluscos, crustáceos como camarones, langostas para la exportación y calamares.

### Construcción
El rubro de la construcción en Cuba consiste en la elaboración de materiales de construcción como cemento y ladrillos y en la remodelación y reparación arquitectónica.
Para esta última se encuentra la UNAICC, encargada de proyectos de restauración y construcción.
Los materiales de construcción son producidos en Artemisa, Mariel, Matanzas, Camagüey, Nuevitas, Cienfuegos y Santiago de Cuba.

### Maquinaria
Cuba posee pequeñas industrias de construcción de maquinarias, entre ellas algunas hidráulicas y sencillas que facilitan el trabajo laboral.
Las principales industrias de construcción están en La Habana (la capital), en Santa Clara, Sancti Spíritus, Camagüey, Holguín y Santiago de Cuba.
Además se elaboran instrumentos y maquinarias agrícolas en las regiones de Holguín (véase Empresa de Implementos Agrícolas de Holguín y Empresa 60 Aniversario de la Revolución de Octubre en Holguín), Ciego de Ávila, Matanzas y La Habana. Se han presentado proyectos de reapertura de producciones de KTP. Es muy importante en la recuperación económica del país, pues en su decadencia perdió importantes fábricas, entre ellas las automotrices de ómnibus y tractores.
En industria naval, Cuba se asoció con Venezuela para construir un astillero. También se producen barcos en el astillero de Santiago de Cuba. Hay astilleros además en Matanzas y La Habana. Son conocidas las empresas estatales Fábrica Claudio Arguelles de La Habana y la Industria Automotriz de Guanajay.

### Industria alimentaria
En la industria alimentaria se destacan los refrescos y maltas Hatuey, Bucanero, Antillana y Manacas.
Se producen lácteos, confituras (las más importantes son producto de La Estrella y de la empresa cubano-italiana Papas & Co.), conservas, lácteos (incluidos el yogur de soya repartido en las Escuelas Secundarias Básicas y el dado a los menores por la Libreta de Abastecimiento),[cita requerida] cárnicos, aceite (también dado en la libreta de abastecimiento), refrescos (destacándose Ciego Montero), jugos (destacándose Tropical) y dietéticos.
Parte de esta industria se basa en la agricultura, como, por ejemplo, en la elaboración de jugos, donde hay grandes siembras de las frutas requeridas.

### Industria textil y poligráfica
Constituye la industria de papel y su impresión. Las principales productoras de papel se encuentran en La Habana, Matanzas y Santiago de Cuba.
La producción textil (de tejidos, hilos y telas) se encuentra más bien en la región occidental del país, exceptuando Holguín. Las empresas productoras son de La Habana, Bauta, Alquízar, Matanzas, Güines y Holguín.

### Transporte

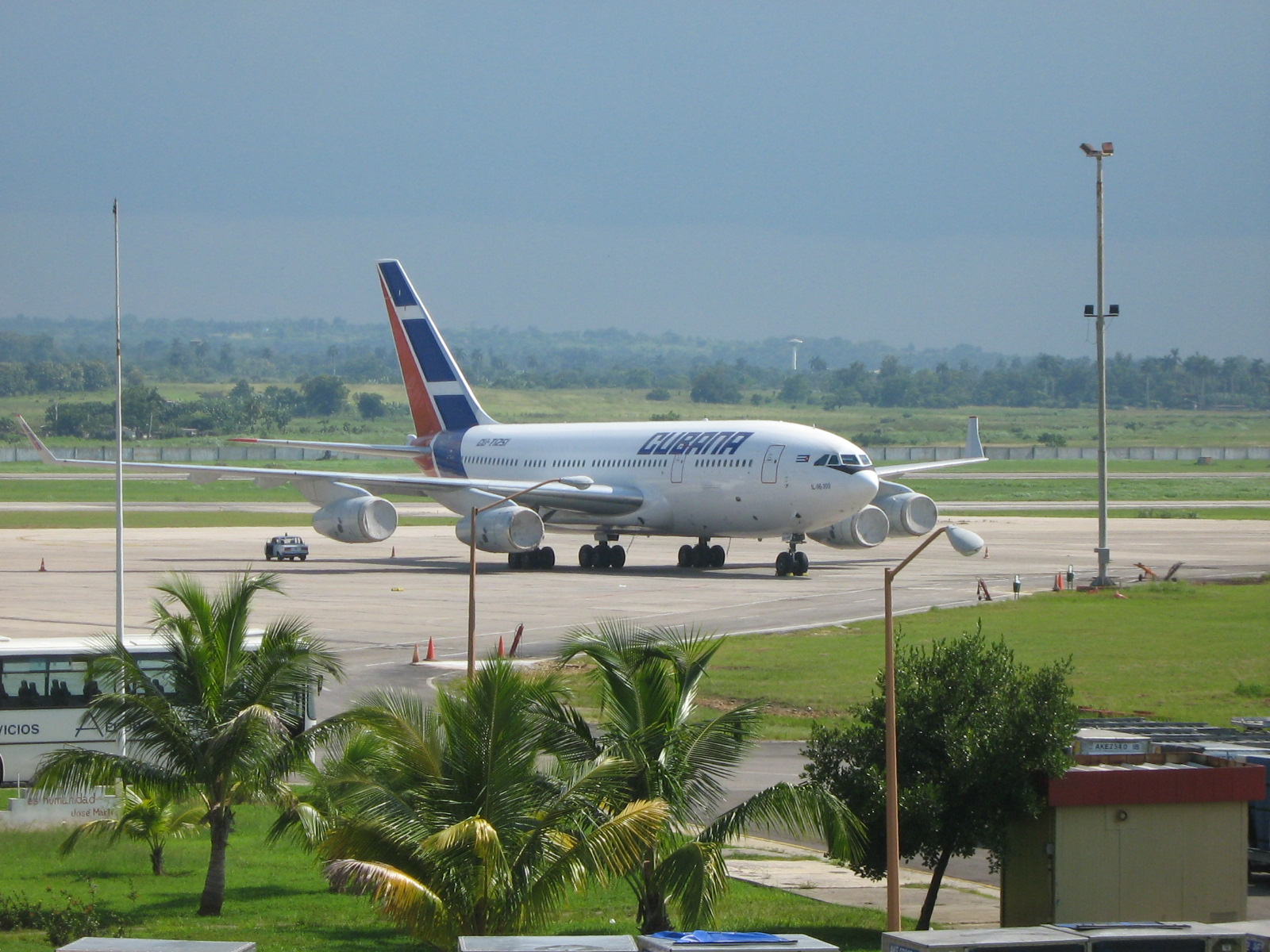
IL 96 en el Aeropuerto Internacional José Martí en La Habana.

Cuba posee una desarrollada red vial para el transporte automotor que alcanza 52 202 km, de los cuales están pavimentados 17 212 km. De ellos, 11 450 son vías clasificadas como de interés nacional, incluyendo 654 km de autopistas y 400 km de otras vías expresas multicarriles y 1435 de la Carretera Central. Esta red abarca todas las provincias y ciudades del país.
El transporte en Cuba se ha visto deteriorado debido al envejecimiento y rotura de antiguos medios y la dificultad para la adquisición de nuevos de ellos por el embargo económico, financiero y comercial de Estados Unidos y la crisis económica a la que ha estado sujeto el país. Desde 2006 se han programado grandes planes para su mejoramiento integral.
En las urbes es común ver todavía automóviles estadounidenses de finales de la década de 1950. En las décadas de los años 1970 y 1980 se importaron vehículos procedentes de países socialistas, siendo muy populares los de las marcas Lada, Moskvitch y Volga. Para distribuir estos a los usuarios particulares se creó un mecanismo de asignación por prioridades, priorizando a profesionales y a trabajadores destacados. A partir de 2012 se ha liberalizado la compra-venta de automóviles entre ciudadanos
A partir de los años 90 se han comenzado a importar automóviles europeos y asiáticos modernos. Es común encontrar vehículos de marcas europeas, como Peugeot, Citroën o Mercedes-Benz, y asiáticas, como Toyota, Mitsubishi, Hyundai, Kia, aunque la inmensa mayoría son de propiedad estatal (taxis, autos de alquiler para el turismo o autos de empresas). En la década de 2000, se produjo el desembarco en la isla de automóviles de manufactura china, con marcas como Chery.
El país posee también una extensa red de ferrocarriles con 8193 km de longitud que alcanza todas las capitales provinciales y los principales puertos. La empresa estatal encargada de la red ferroviaria es (Ferrocarriles de Cuba). Para el transporte público todavía se emplean trenes de hace más de veinte años aunque al país están llegando nuevos equipos de China e Irán. Existen servicios de trenes desde La Habana a Pinar del Río y a Guantánamo, atravesando todo el país.

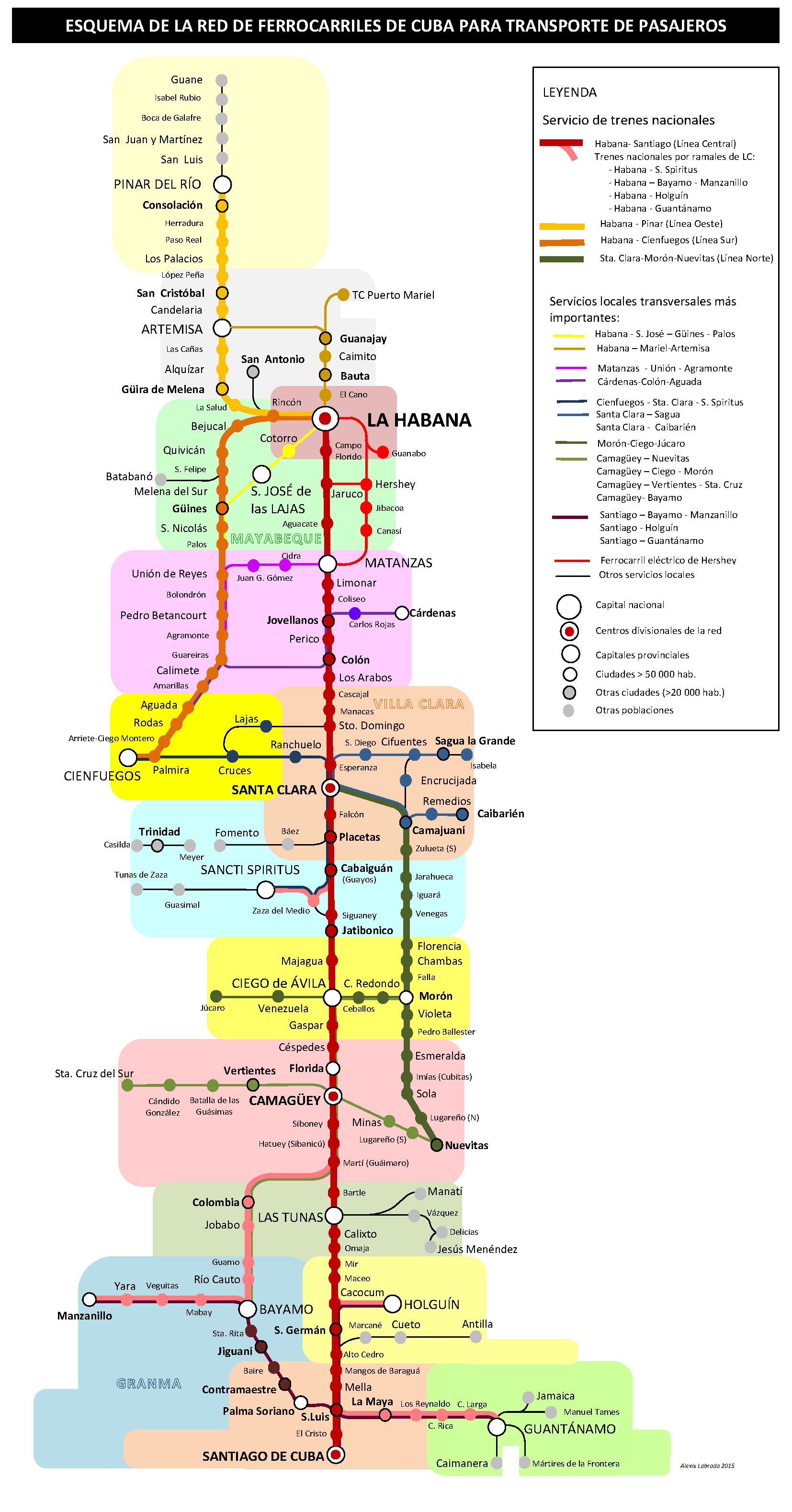
Esquema de la red nacional de ferrocarriles de transporte público.

La aviación de Cuba es relativamente poco utilizada en el ámbito nacional aunque existen una decena de aeropuertos con vuelos regulares hacia La Habana. Los aeropuertos internacionales más importantes radicanen La Habana, Varadero, Holguín y Santiago de Cuba. Las compañías aéreas nacionales son Cubana de Aviación, Aerogaviota, AeroCaribbean, Aero Varadero y Aerotaxi.
El transporte por ómnibus es el más utilizado; existen dos empresas estatales a cargo de esta actividad: Viazul, que opera en peso cubano convertible (CUC), y Astro, que opera en peso cubano (CUP). Ambas empresas cuentan con modernos ómnibus marca Mercedes-Benz y Yutong. Estas empresas se desempeñan a nivel interprovincial principalmente. En el transporte distrital y urbano se utilizan otros medios. Los autobuses rígidos se pueden observar en las principales ciudades mientras los autobuses articulados principalmente en La Habana. Los populares "Camellos" se fueron retirando progresivamente pero todavía se les puede observar haciendo rutas medias, como por ejemplo el que hace ruta Jagüey Grande - Matanzas. Para comunicar pequeños centros urbanos se utilizan minibuses algo deteriorados por el tiempo.
En 2014 se inauguró un puerto de contenedores que demandó una inversión de 700 millones de dólares y fue construido por la empresa brasileña Odebrecht en Mariel.

### Energía
Para evitar las deficiencias de la electricidad producidas en las termoeléctricas, donde se lleva el combustible ya refinado[cita requerida], el gobierno cubano invirtió en la reparación de generadoras de energía. Una de ellas fue la más moderna y eficiente del país, la Termoeléctrica de Cienfuegos, la cual a 2009 está siendo reparada para lograr un mejor funcionamiento. Así también ocurre en otras como la de Santiago de Cuba, en la que se controlan las emisiones tóxicas a la atmósfera. También se ha realizado una importante inversión en construcción de emplazamientos de grupos electrógenos diésel y Fuel Oil diseminados por todo el país, eliminando casi por completo los apagones de los años 90.
El programa de ahorro de energía cubano conocido como "Revolución Energética" vendió con facilidades de pago a los núcleos familiares equipos electrodomésticos de cocina como refrigeradores, ollas de presión eléctricas, cocinas eléctricas, etc. para evitar el gran consumo de gas natural y otros combustibles como el keroseno. Como parte de este programa también se arreglaron postes eléctricos y cables de alta tensión para la distribución de la electricidad, se instalaron nuevos generadores y esto hizo que fueran prácticamente eliminados los ya familiares apagones. Este programa convirtió a Cuba en el primer país del mundo en sustituir las bombillas incandescentes por bombillas de bajo consumo, ejemplo seguido después por países como Australia, Venezuela o Argentina.
Existen lugares muy intrincados del país en los cuales no fue posible llevar la luz eléctrica. No obstante, se recalcó que toda escuela tenía que tener un televisor, video y computadoras. Para obtener electricidad con la cual abastecer estos aparatos, se recurrió a la energía fotovoltaica. Esta forma de obtención de energía radica en el almacenamiento de los rayos solares y su transformación en electricidad. Esto se lleva a cabo en paneles solares, que se han hecho muy comunes principalmente en la región de Guantánamo.
Cuba cuenta con cuatro grandes parques eólicos como obtención de energía alternativa. Uno de ellos se encuentra en la Isla de la Juventud, en ampliación hasta 2009.
En la región central de Cuba, en Ciego de Ávila, existe otro parque de menor amplitud que se encuentra en ampliación.
Siendo el más reconocido y constituido por varios parques, el de Gibara, Holguín, posee una enorme capacidad. Se les fueron dados los últimos ajustes y ya comenzó a producir sus primeros Megawats.
El cuarto, que cuenta con seis aerogeneradores de la tecnología china Goldwind, en Punta Rasa, también cerca de Gibara comenzó a producir a principios de julio de 2010.

### Reformas de Raúl Castro
El gobierno de Raúl Castro introdujo algunos cambios en el sector económico cubano, que se han orientado hacia dos vertientes fundamentales: la sustitución de importaciones (agrícolas e industriales) y la reforma en el campo, temas que su gobierno ha considerado como de seguridad nacional. Además, desde su investidura habló de eliminar las prohibiciones innecesarias, lo que se ha visto en la práctica con el fin de la veda de los hoteles y artículos de lujo a los nacionales. En el 2009, en un discurso ante el parlamento, afirmó, que «el proceso de actualización del sistema económico cubano, debe realizarse sin apresuramientos». Por otra parte, se ha venido renegociando una parte significativa de la deuda externa, especialmente con Rusia, en el caso de la contraída con la antigua Unión Soviética, y con México, así como con favorables perspectivas para renegociar con el Club de París.

##### Tierras en usufructo
Uno de sus pilares es la entrega de tierras en usufructo gratuito para el que desee trabajarlas. Esta medida aumentó las producciones de manera relativamente rápida, aunque debió combatir las trabas burocráticas, cuya eliminación es parte también del nuevo programa gubernamental. La entrega de tierras ha sido mayor en las provincias del centro y oriente del país:
| Provincias    | Las Tunas | Holguín  | Ciego de Ávila | Granma   |
| Hectáreas     | +75 300   | +46 000  | +54 000        | +67 000  |
| Fecha (hasta) | nov-2009  | jun-2009 | dic-2009       | sep-2009 |

##### Sustitución de importaciones
Este tema se ha visto trabajado junto con el aumento de la calidad y cantidad de los rubros exportables y está presente en todos los sectores de la economía con diferente profundidad, sobre todo en la agricultura y en la industria ligera.

##### Precios

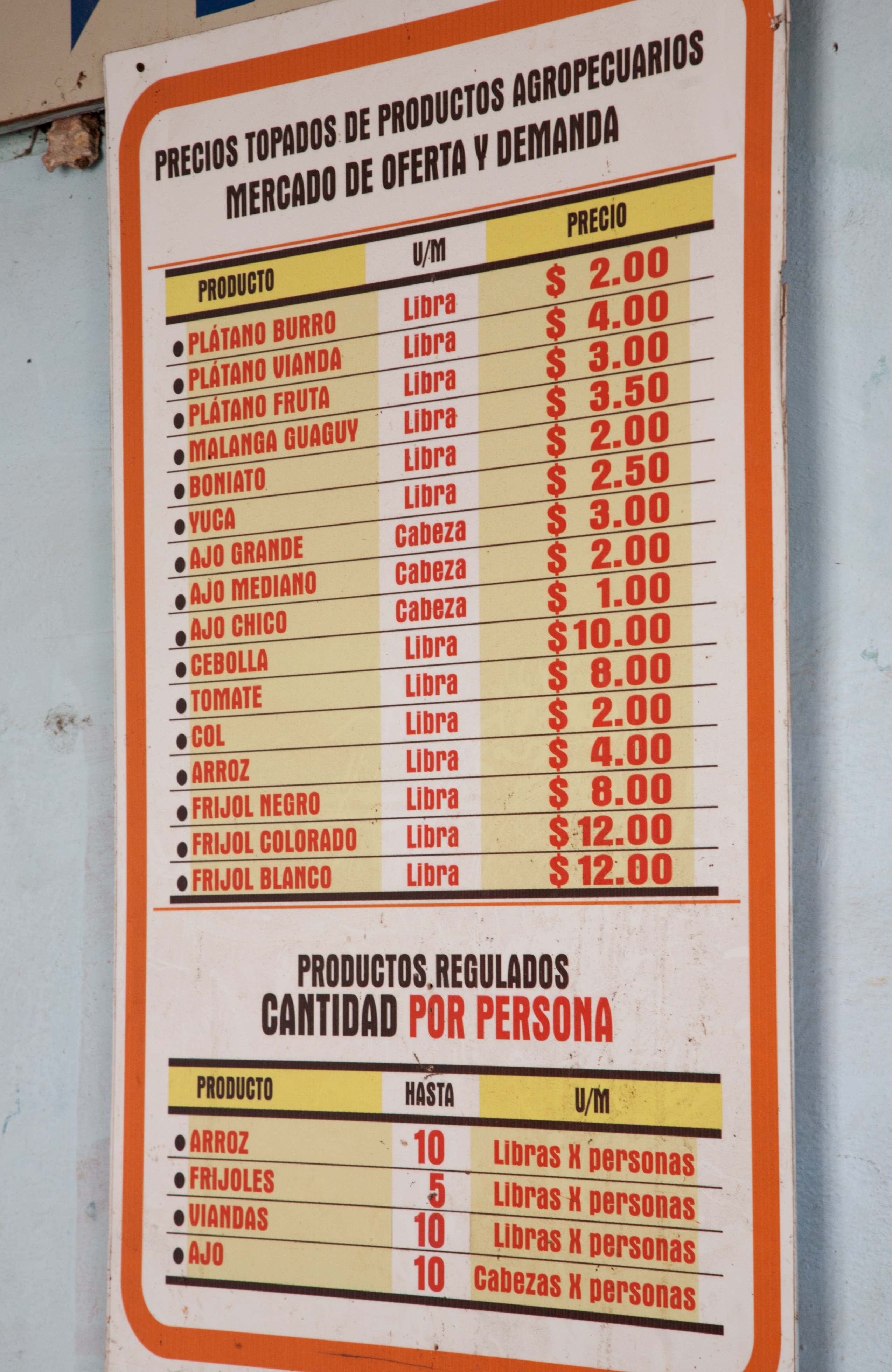
Los pesos cubanos están limitados a compras con una cantidad prevista por mes. Este cartel muestra las disponibilidades y los límites en los productos en el almacén, según el día de la semana.

Las mejoras de los precios al productor privado han incentivado algunas producciones como la leche y los frutales. Existe un programa para autoabastecer al país de leche de vaca y eliminar las importaciones de este alimento en polvo. Al cierre de 2009 se autoabastecían de leche 66 municipios de los 169 que tiene el país, en un proyecto especial que abarcó en 2009 unas 6000 bodegas (el 56%), exceptuando la capital del país.
En general la producción de leche aumentó en el sector privado y cooperativo, de esta manera:
| Años               | 2006 | 2007 | 2008 | 2009 |
| Millones de litros | 106  | 145  | 226  | 290  |

La producción de carne porcina y vacuna se vio muy afectada debido al derrumbe de la URSS y el fin de los millonarios subsidios, la producción de piensos, etc.
El Estado ha firmado a través del Ministerio de Agricultura, convenios con productores individuales o cooperativizados para la venta a mejor precio de la carne -con la consecuente eliminación de los subsidios para aumentar la productividad- mediante los cuales el gobierno garantiza un porcentaje de pienso y el resto debe ser aportado por el campesino. La carne de vacuno pasó de valer apenas 15 centavos de dólar a casi 50 centavos de dólar, lo que ha estimulado la producción.
Las cosechas de arroz también aumentaron significativamente en 2008 y 2009.

## Inversión extranjera
Para mantener la economía a flote, La Habana busca activamente la inversión extranjera, lo cual a menudo resulta en la formación de empresas conjuntas en las que el gobierno cubano posee la mitad del capital, así como contratos de administración de instalaciones turísticas o el financiamiento de la zafra. Un nuevo marco legal, dispuesto en 1995, les permite a los propietarios extranjeros tener mayoría en las empresas colectivas con el gobierno cubano. En la práctica, la mayoría propietaria extranjera en las empresas colectivas es casi inexistente. Hacia finales del 2000, operaban en Cuba casi 400 empresas conjuntas, lo cual representa inversiones, por parte de 46 países, de entre 42 y 45 mil millones de dólares, aunque prácticamente el 70% de las mismas no podrían considerarse inversiones extranjeras de acuerdo con el estándar internacional, ya que operan fuera del país. Gran parte de estas inversiones son préstamos o contratos de administración, suministros o servicios que, en las economías occidentales, normalmente no se consideran inversiones de capital.Desde el 1 de noviembre de 2013 el gobierno cubano inauguró la Zona Especial de Desarrollo Mariel ubicada en la provincia cubana de Artemisa,la cual constituye un espacio dentro del territorio nacional que no está delimitado de la demarcación aduanera, en el cual se aplican regímenes y políticas especiales, con el objetivo de fomentar el desarrollo económico a través de la atracción de inversión extranjera, con vistas a incrementar las exportaciones, la sustitución de importaciones y generar nuevas fuentes de empleo.Según datos aportados por el gobierno cubano en julio de 2022 se han aprobado 62 negocios en la zona, de los cuales 36 están en operaciones.El monto de inversión comprometido supera los 3000 millones de dólares desde su fundación.

### Remesas
Las remesas familiares de dinero desde el extranjero desempeñan un papel importante en las cuentas públicas de Cuba, y suponen entre 800 y 1000 millones de dólares por año para una economía de 18.000 millones de dólares. [cita requerida]La mayoría de las remesas provienen de familiares en Estados Unidos, a quienes la ley estadounidense permite enviar a la isla hasta 1200 dólares cada año. Esto proporciona acceso a dólares a casi un 60% de la población cubana.
En 2009 el presidente de Estados Unidos, Barack Obama, permitió que todos los cubanoamericanos viajen y envíen remesas a Cuba sin restricciones. Además, posibilitó que las empresas de telecomunicaciones negocien con la nación caribeña, en medio del proceso de diálogo que viven los dos estados desde la asunción a la presidencia de Obama.

## Ciencia y tecnología
Desde el inicio de la colonia en Cuba, han existido científicos dedicados a tales temas que han contribuido con sus estudios al conocimiento de la naturaleza en Cuba. Muchos de ellos fueron coleccionistas y biólogos que donaron sus colecciones que ahora se exponen en los Museos de Historia Natural de este país.
El gobierno de Cuba en el siglo XXI ha dedicado un mayor empeño a las ciencias como la botánica, la zoología y la geología. En ellas se desarrollan científicos reconocidos actualmente que han realizado nuevos logros e investigaciones. Muchos de estos temas han sido también muy conocidos entre la población a través de los cursos como Universidad para Todos de Naturaleza Geológica de Cuba y Bosques de Cuba. En ellas, mediante videos y diapositivas explicados por especialistas, se muestran temas tan importantes de Cuba como los demás.
Cuba contó con figuras ilustres de la medicina y biotecnología cuyos descubrimientos todavía hoy son aplicables. Entre ellos se encuentra Carlos J. Finlay, que luchó contra la fiebre amarilla. En la actualidad este sector cuenta con un gran desarrollo, con centros de gran prestigio como el de Ingeniería Genética y Biotecnología, el de Hemo-Derivados y el Centro de Inmunología Molecular, todos localizados en el Polo Científico del oeste de La Habana. Estos centros cuentan con grandes logros en vacunas, como la Pentavalente, de la cual Cuba es el único país del Tercer Mundo y segundo de todo el planeta en poseerla (solo después de Francia). El Heberprot-P, un potente agente cicatrizante desarrollado en Cuba, se exporta ya a 19 países que lo han autorizado. Cuenta además con vacunas contra la Hepatitis B y el tétanos, con el interferón y con importantes ensayos clínicos en el área del cáncer.
Cuba se destaca enormemente en el sector de la sanidad gracias a la dedicación y profesionalismo de los cada vez más médicos graduados. Algunos de los mayores logros están en la biotecnología, en la elaboración de medicamentos y vacunas. Luego del periodo especial, con el embargo económico sobre Cuba, la misma comenzó a producir y perfeccionar los medicamentos y vacunas con el objetivo de evitar su escasez en el país. Además se aplica como medio alternativo la medicina verde, usada antes que los medicamentos actuales. Las vacunas son distribuidas a la población joven, gracias a productos elaborados contra enfermedades prácticamente erradicadas.
En cuanto a la informática, en febrero de 2009 comenzó a desarrollarse en Cuba una distribución GNU/Linux creada por profesores y alumnos de la Universidad de Ciencias Informáticas. Se espera que esta distribución, llamada Nova, reemplace paulatinamente al software privativo.[actualizar] También Cuba posee ordenadores en todos los centros educacionales, desde el nivel primario hasta el universitario; en este último se cuenta con conexión a internet e intranet, como por ejemplo Infomed, un sitio de la rama de la medicina. Se estima que solo el 1.7% de la población tiene acceso a internet, según el gobierno por las restricciones impuestas por el bloqueo de Estados Unidos, según los disidentes, es porque el gobierno no permite que el pueblo tenga acceso a un medio de información libre.

## Nivel de vida
El nivel de vida al final de la década de 1990 permanecía por debajo del de 1989. Los precios más bajos para el azúcar y el níquel, las alzas en el precio del petróleo, la disminución del turismo después de los atentados del 11 de septiembre de 2001 en Estados Unidos y el devastador huracán Michelle, de noviembre de 2001, crearon entre todos nuevas presiones económicas para el país y amenazaron con anular las mejoras logradas a mediados y finales de los años 1990. La escasez de alimentos y combustible empeoró radicalmente.

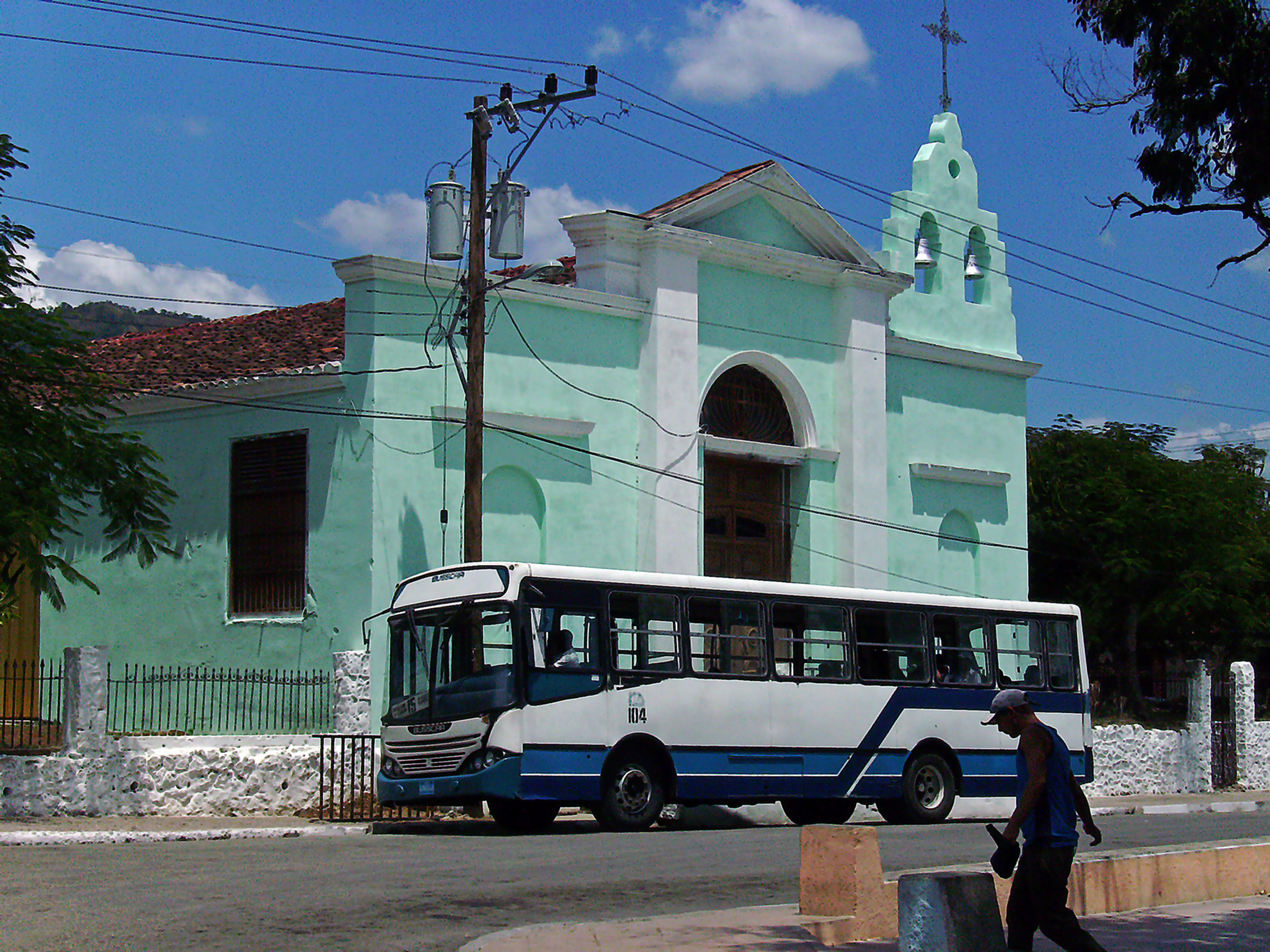
Villa El Caney, cerca de Santiago de Cuba.

La recuperación económica que empezó, con el nuevo siglo, continuó hasta elevar el PIB, primero con la inversión en el turismo y luego por los avances en la medicina, software, servicios y níquel. y posteriormente con un intenso programa en la agricultura (fundamentalmente la caña y la industria ganadera) el aumento de la producción para el autoconsumo. Conjuntamente con el progreso se iniciaron los servicios nacionales de CUBACEL (celulares) y el acceso a cualquier hotel que una vez fue dedicado solamente al turismo. Además se autorizó la tenencia y venta de computadoras, reproductores de DVD y otros electrodomésticos. El transporte mejoró en 2008, fundamentalmente en La Habana. Como mismo fue la modernización de los equipos de suministro de energía eléctrica y el combustible por medio de PetroCaribe, eliminándose los apagones desde 2007 con la Revolución Energética, que repartió a créditos diferentes insumos de cocción, y bombillos ahorradores haciendo de Cuba el primer país en el mundo en realizar esta llamada "revolución verde", seguida después por Australia, Europa y Argentina, entre otros países. Desde 2005, debido al ingreso del país en diferentes organismos regionales como el ALBA, el crecimiento del PIB se disparó, manifestándose de esta forma:

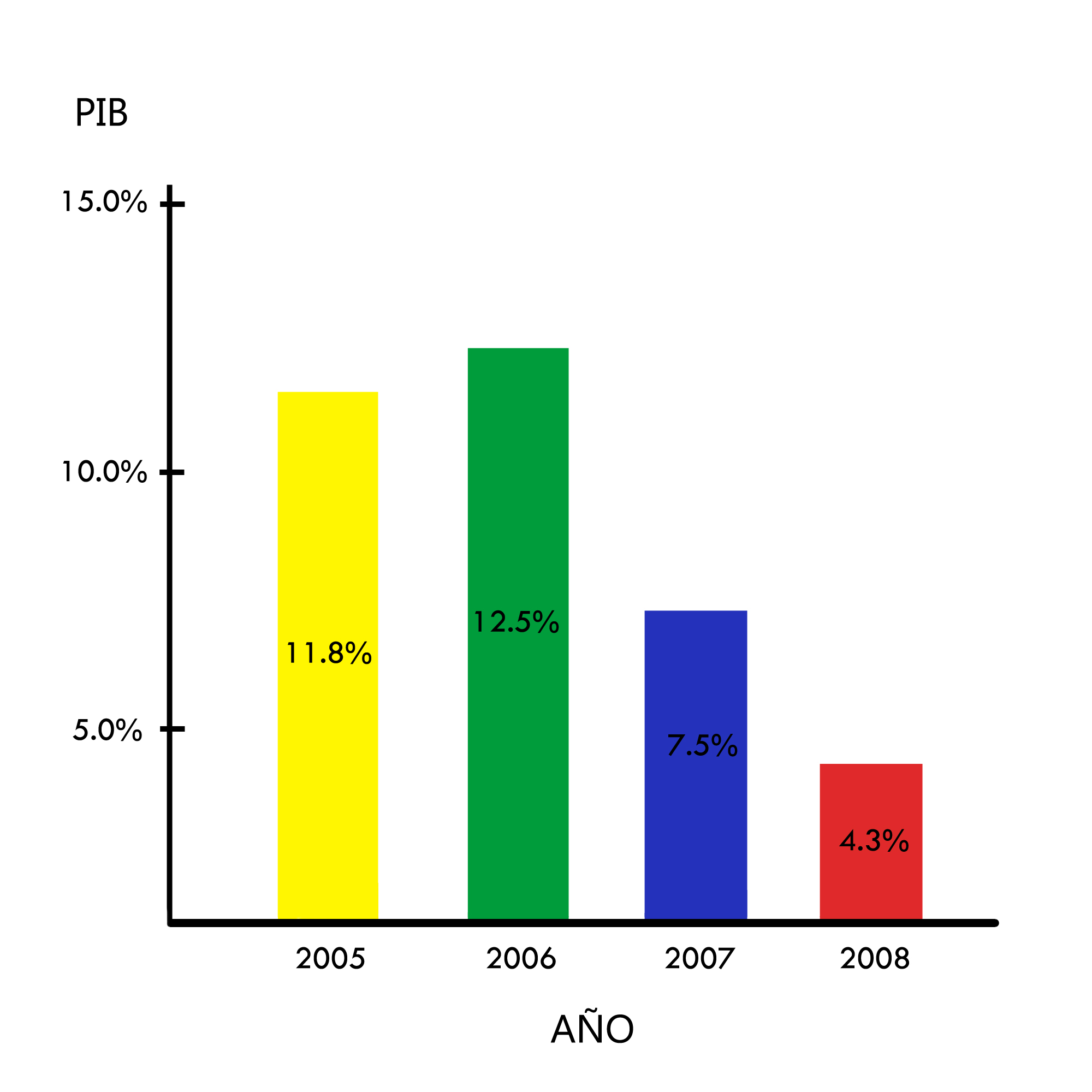
Comportamiento del crecimiento económico reciente.

El crecimiento estimado para 2008 era mayor (de alrededor del 7%) y se comportó así en el primer semestre, con alrededor del 6%. Sin embargo, el paso por el país de tres poderosos huracanes hicieron que solo creciera en la cifra previamente expuesta. Ese mismo año fue autorizado el pluriempleo para paliar el envejecimiento poblacional, que en Cuba es similar al de naciones de Europa.
El informe del PNUD sobre calidad de vida y desarrollo humano sitúa a la isla en 2009 en el lugar 51 del planeta con más de 0,8 puntos, y como el quinto mejor país para vivir de América Latina, con una esperanza de vida de 78,5 años y una alfabetización del 99,8%, por encima de países vecinos como México, Costa Rica o Bahamas.
En 2009 la Unicef, confirmó que en el país existía un 0% de desnutrición infantil. Sin embargo datos más recientes de Unicef mantienen un 7% de desnutrición moderada y severa .

### ODM
Los Objetivos de Desarrollo del Milenio, se cumplen en Cuba, de manera más rápida que en otros países de la región latinoamericana. Se relacionan, según cifras del PNUD, de la siguiente manera:
| N.º | Objetivo                                                        | Cumplimiento              |
| 1   | Erradicar la pobreza extrema y el hambre.                       | CUMPLIDO                  |
| 2   | Lograr la enseñanza primaria universal.                         | CUMPLIDO                  |
| 3   | Promover la igualdad de género y el empoderamiento de la mujer. | CUMPLIDO                  |
| 4   | Reducir la mortalidad infantil.                                 | CUMPLIDO                  |
| 5   | Mejorar la salud materna.                                       | CUMPLIDO                  |
| 6   | Combatir el VIH/SIDA, el paludismo y otras enfermedades.        | EN PROCESO                |
| 7   | Garantizar la sostenibilidad del medio ambiente.                | PROBABLE (potencialmente) |
| 8   | Fomentar la asociación mundial para el desarrollo.              | PROBABLE (potencialmente) |

## Recesión global
En 2009 a pesar de la recesión mundial la economía creció un 0,8% en el primer semestre y un 2% aproximadamente en el segundo, lo que redondeó en un 1.4% al final del año.
Esta situación internacional afectó al país con grandes problemas de liquidez monetaria, conduciendo a una cadena de impagos a empresas extranjeras, el mayor exponente fue la disolución de la corporación Cubalse, una gigante paraestatal, que poseía decenas de tiendas, y centros comerciales en toda la isla, sus trabajadores fueron reubicados en las corporaciones Cimex y TRD, operadoras de Tiendas de Recaudación de Divisas. Sin embargo gracias al crecimiento de sectores como la agricultura (4,5%), el transporte (4,6%) y los servicios (4%) y a pesar de que el sector industrial decreció un (2%) y el comercio promedio un (0%) de crecimiento, el país se mantuvo fuera del grupo que sufrió recesión y desempleo generalizado.

## Elembargo
El embargo que los Estados Unidos impusieron sobre Cuba (lo que en Cuba se conoce como el bloqueo) es un embargo económico, comercial y financiero que sigue en vigencia desde el 7 de febrero de 1962 y es el embargo comercial de mayor duración en la historia moderna.
Los inversionistas están restringidos por la ley estadounidense de Libertad y Solidaridad Democrática Cubanas (LIBERTAD), que impone sanciones a aquellos que "trafiquen" en bienes expropiados de propiedad de ciudadanos estadounidenses. Hasta agosto de 2002 se les ha impedido ingresar en Estados Unidos a 18 ejecutivos de dos compañías extranjeras. Más de una docena de empresas han abandonado Cuba o han cambiado sus planes de inversión allí debido a la amenaza de sanciones de acuerdo con la Ley LIBERTAD.
Este sistema de sanciones incluye, varias regulaciones y trabas comerciales. En 28 ocasiones ha sido condenado en la Asamblea General ONU, que se pronunció una vez más el 23 de junio de 2021 de forma abrumadora contra el bloqueo económico de Estados Unidos a Cuba y exigió que se ponga fin a esas medidas coercitivas unilaterales.
La resolución de rechazo al embargo a Cuba obtuvo esta vez 184 votos a favor, dos en contra (Estados Unidos e Israel) y tres abstenciones (Colombia, Brasil y Ucrania).
En 2012, se preguntó a un panel económico de expertos de la Iniciativa sobre Mercados Globales de la Escuela de Negocios Booth si estaban de acuerdo o en desacuerdo con que "el bajo crecimiento del ingreso per cápita de Cuba: 1,2 por ciento por año desde 1960, tiene más que ver con las propias políticas económicas de Cuba que con el embargo de Estados Unidos sobre el comercio y el turismo".  La encuesta encontró que el 49% de los expertos económicos "está totalmente de acuerdo" con la declaración, otro 49% "de acuerdo", el 1% estaba "inseguro" y el 0% "no está de acuerdo" o "totalmente en desacuerdo" con la declaración.

## Cuba en el contexto internacional
La economía en Cuba pasa por un período de recuperación, después del llamado Período especial en el que las reformas llevadas a cabo impactaron directamente en todos los sectores económicos. En el año 2008 acompañando a la crisis global, Cuba sufrió el paso de tres potentes huracanes que destrozaron cerca del 20% de su producto interior bruto en el ámbito agrícola. El turismo fue uno de los sectores clave en este contexto, ya que se ha convertido junto a la agricultura en los dos pilares que sustentan el PIB del país. Un dato destacable es la tasa de crecimiento, que en el intervalo 2000-2010 se observa una contracción del 62.7%, aunque este dato no hace justicia a los excelentes años de crecimiento que presentó en el 2005 (11.2%) y 2006 (12.1%). Para el período 2000-2008 la evolución de su producto interior bruto fue del 98.9% escalando hasta los 60 mil millones de dólares. En la siguiente tabla se observan el resto de indicadores socioeconómicos relevantes.
| Indicador                         | Valor                                              | Posición en el mundo                                          | Incremento                                                                            |
| --------------------------------- | -------------------------------------------------- | ------------------------------------------------------------- | ------------------------------------------------------------------------------------- |
| Producto interior bruto (nominal) | 60.806.201.000 $ Fuente: Banco Mundial (2008)      | Países más ricos del mundo por PIB Puesto 60.º                | 30.565.199.900 $ en 2000 (incr: 98,9%) Fuente: Ficha de Cuba en Banco Mundial         |
| Superficie                        | 109.890 km² Fuente: Banco Mundial (2013)           | Países más extensos del mundo Puesto 104.º                    | 109.890 km² en 2008 (incr: 0%) Fuente: Ficha de Cuba en Banco Mundial                 |
| Población                         | 11.258.597 personas Fuente: Banco Mundial (2014)   | Países más poblados del mundo Puesto 75.º                     | 11.142.065 personas en 2000 (incr: 1%) Fuente: Ficha de Cuba en Banco Mundial         |
| Emisiones de CO2                  | 3.2 toneladas Fuente: Banco Mundial (2011)         | Países con mayores emisiones de CO2 Puesto 92.º               | 2,26 toneladas en 2000 (incr: 23,9%) Fuente: Ficha de Cuba en Banco Mundial           |
| Renta per cápita                  | 5.397 $ Fuente: Banco Mundial (2008)               | Países con mayor Renta Per Cápita Puesto 64.º                 | 5397 $ en 2008 (incr: 0%) Fuente: Ficha de Cuba en Banco Mundial                      |
| Tasa de natalidad                 | 1,72 personas Fuente: Banco Mundial (2016)         | Países con mayor natalidad (niños por mujer) Puesto 180°      | 1622 personas en 2000 (incr: -7,5%) Fuente: Ficha de Cuba en Banco Mundial            |
| Crecimiento económico             | 2,1 % Fuente: Banco Mundial (2010)                 | Economías de mayor crecimiento Puesto 115.º                   | 5,63 % en 2000 (incr: -62,7%) Fuente: Ficha de Cuba en Banco Mundial                  |
| % usuarios Internet               | 25,7 % Fuente: Banco Mundial (2013)                | Países con mayor tasa de usuarios de Internet Puesto 125.º    | 0,54 % en 2000 (incr: 4196,3%) Fuente: Ficha de Cuba en Banco Mundial                 |
| Consumo de energía por habitante  | 1.010 kilogramos Fuente: Banco Mundial (2012)      | Países con mayor consumo de energía por habitante Puesto 82.º | 1.031,95 kilogramos en 2000 (incr: 4,3%) Fuente: Ficha de Cuba en Banco Mundial       |
| Terreno dedicado a agricultura    | 62,5 % Fuente: Banco Mundial (2012)                | Países con más terreno dedicado a la agricultura Puesto 39.º  | 59,68 % en 2000 (incr: 4,7%) Fuente: Ficha de Cuba en Banco Mundial                   |
| Potencia eléctrica consumida      | 1.299 kilovatios-hora Fuente: Banco Mundial (2010) | Países con más potencia eléctrica consumida Puesto 62.º       | 1.136,32 kilovatios-hora en 2000 (incr: 14,3%) Fuente: Ficha de Cuba en Banco Mundial |
| Superficie forestal               | 28.700 km² Fuente: Banco Mundial (2010)            | Países con mayor superficie forestal Puesto 91.º              | 24&nbp;350 km² en 2000 (incr: 17,9%) Fuente: Ficha de Cuba en Banco Mundial           |
| Carreteras pavimentadas           | 49 % Fuente: Banco Mundial (2004)                  | Países con más carreteras pavimentadas Puesto 87.º            | 49 % en 2000 (incr: 0%) Fuente: Ficha de Cuba en Banco Mundial                        |